# R (язык программирования)
R — язык программирования для статистической обработки данных и работы с графикой, а также свободная программная среда вычислений с открытым исходным кодом в рамках проекта GNU. Язык создавался как аналогичный языку S, разработанному в Bell Labs, и является его альтернативной реализацией, хотя между языками есть существенные отличия, но в большинстве своём код на языке S работает в среде R. Изначально R был разработан сотрудниками статистического факультета Оклендского технологического института Россом Айхэкой (англ. Ross Ihaka) и Робертом Джентлменом (англ. Robert Gentleman) (первая буква их имён — R); язык и среда поддерживаются и развиваются организацией R Foundation.
Широко используется как статистическое программное обеспечение для анализа данных и фактически стал стандартом для статистических программ.
Язык и среда доступны под лицензией GNU GPL; распространяются в виде исходных кодов, а также откомпилированных приложений под ряд операционных систем: FreeBSD, Solaris и другие дистрибутивы Unix и Linux, Windows, macOS.
В R используется интерфейс командной строки, хотя доступны и несколько графических интерфейсов пользователя, например пакет R Commander, RKWard, RStudio, Weka, Rapid Miner, KNIME, а также средства интеграции в офисные пакеты.
В 2010 году R вошёл в список победителей конкурса журнала Infoworld в номинации на лучшее открытое программное обеспечение для разработки приложений.

## Особенности
R — интерпретируемый язык программирования, основным способом работы с которым является командный интерпретатор. Язык является регистрозависимым, в плане синтаксиса он похож, с одной стороны, на функциональные языки типа Scheme, с другой — на типичные современные сценарные языки, с простым синтаксисом и небольшим набором основных конструкций. Язык объектный: любой программный объект в нём имеет набор атрибутов — именованный список значений, определяющих его.
Язык поддерживает минимальный набор примитивных типов данных: символьный (character), числовой (numeric), логический (logical) и комплексный (complex). Числовые переменные, помимо обычных чисел, могут принимать специальные значения NaN (Not a Number — «не число») и Inf (Infinity — «бесконечность»). Бесконечность (положительная или отрицательная) получается при выходе результата вычислений за пределы представимого реализацией диапазона, NaN — при операциях с неопределённым результатом. Помимо этих, имеется ещё одно очень важное специальное значение, NA (Not Available — «не доступно»). Оно может быть использовано для фиксации того факта, что соответствующее значение, участвующее в вычислениях, по какой-либо причине не было получено (достаточно обычная в статистических расчётах ситуация, когда из-за сбоев в сборе данных некоторые наблюдения остаются без результатов).
Значения примитивных типов могут объединяться в векторы (vector), списки (list), матрицы или массивы (matrix), в том числе многомерные; эти комбинированные типы хранят наборы данных одного и того же примитивного типа. Помимо этого язык содержит понятие факторов (factor) — наборов категориальных или шкальных данных, принимающих строго определённый набор значений. Наконец, могут создаваться таблицы (data frame) — структуры данных, которые для каждой строки (индивида) хранят набор различных (и имеющих разные типы) параметров (признаков). Особенностью R является то, что операции с векторами и матрицами поддерживаются на уровне самого языка, как, например, в APL.
Существует операция извлечения и записи данных (аналог присваивания) «<-», а также обычные операции работы с данными, в том числе арифметические. Доступ по индексу к элементам векторов и массивов осуществляется с помощью квадратных скобок, доступ к атрибутам списков — посредством оператора «$». Имеется минимальный набор обычных конструкций императивного программирования: условный оператор if, циклы while и for. Выражения на R можно описывать как отдельные объекты и вычислять по мере необходимости. На этом же механизме основано описание функций. Имеются встроенные в язык средства применения выражений и функций к векторам и массивам.
Функции R могут объединяться в пакеты — загружаемые модули, которые подключаются к любой программе и предоставляют объединённые в них вычислительные средства. Пакеты для R могут разрабатываться на других языках программирования, в том числе на Си, что позволяет, с одной стороны, скомпенсировать ограниченность изобразительных средств самого языка R, а с другой — при необходимости достигнуть высоких показателей вычислительной производительности.
Сам язык имеет довольно ограниченные и не слишком удобные средства описания данных, но это компенсируется наличием библиотечных средств, которые позволяют загружать в виде таблиц R наборы данных, представленных в большинстве открытых и многих проприетарных форматах. Так, в R могут быть легко загружены таблицы в простом текстовом формате, таблицы Excel различных версий, данные в форматах CSV, XML и многих других.
В целом, как язык программирования, R довольно прост и даже примитивен. Его наиболее сильная сторона — возможность неограниченного расширения с помощью пакетов. В базовую поставку R включён основной набор пакетов, а всего по состоянию на 2024 год доступно более 20 304 пакетов. В R реализованы практически все актуальные средства универсальных статистических вычислений, такие как регрессионный анализ и анализ временных рядов, а также множество специфических алгоритмов для решения узкоспециализированных задач и исследований в отдельных областях.
Ещё одна особенность языка — возможность создания качественной графики типографского уровня, которая может быть экспортирована в распространённые графические форматы и использована для презентаций или публикаций. Имеются готовые пакеты, связывающие R с GUI-фреймворками (например, основанными на Tcl/Tk) и позволяющие создавать специализированные утилиты статистического анализа с графическим интерфейсом пользователя и отображением результатов в виде графиков и диаграмм.

## Примеры

### Базовый синтаксис
```
>
 
x
 
<-
 
c
(
1
,
2
,
3
,
4
,
5
,
6
)
   
# Создать упорядоченную коллекцию

>
 
y
 
<-
 
x
^
2
              
# Возвести в квадрат элементы из x

>
 
print
(
y
)
              
# Вывести y

[
1
]
  
1
  
4
  
9
 
16
 
25
 
36

>
 
mean
(
y
)
               
# Рассчитать среднее арифметическое y; результат - число

[
1
]
 
15.16667

>
 
var
(
y
)
                
# Рассчитать дисперсию

[
1
]
 
178.9667

```

### Средний балл выпускника вуза
```
# В переменную a поместить список всех оценок:

a
 
<-
 
c
(
4
,
3
,
3
,
3
,
3
,
4
,
4
,
4
,
4
,
4
,
5
,
4
,
4
,
4
,
5
,
5
,
5
,
5
,
+

3
,
5
,
5
,
4
,
4
,
3
,
3
,
4
,
4
,
3
,
5
,
5
,
4
,
3
,
3
,
4
,
4
,
3
,
3
,
5
,
4
,
5
,
5
)

# В переменную n поместить количество оценок:

length
(
a
)
 
->
 
n

# Средний балл:

m
 
<-
 
mean
(
a
)

# Таблица (горизонтальная) с подсчётом количества оценок:

t
 
<-
 
table
(
a
)

# Преобразование в более удобный формат данных (вертикальную таблицу):

f
 
<-
 
as.data.frame
(
t
)

# Вычисление процентной доли и запись её в третий столбец:

mapply
(
function
(
r
)
 
r
*
100
/
n
,
 
f
[,
2
])
 
->
 
f
[,
3
]

# Заголовки столбцов:

colnames
(
f
)
 
<-
 
c
(
"Оценка"
,
 
"Кол-во"
,
 
"%"
)

# Вывод результатов:

a

n

m

f

```

Результат:
```
[1] 4 3 3 3 3 4 4 4 4 4 5 4 4 4 5 5 5 5 3 5 5 4 4 3 3 4 4 3 5 5 4 3 3 4 4 3 3 5     |   вывод a (в строку влезли 38 чисел из 41)
[39] 4 5 5                                                                          |   (оставшиеся три числа)
[1] 41                                                                              |   вывод n
[1] 4                                                                               |   вывод m
  Оценка Кол-во        %                                                            |   1-й столбец - номер строки в таблице
1      3     12 29.26829                                                            |   2-й столбец - вид оценки ("3"/"4"/"5")
2      4     17 41.46341111                                                         |   3-й столбец - количество оценок
3      5     12 29.26829                                                            |   4-й столбец - процентная доля оценок
```

## Инструменты
Для удобства работы с R разработан ряд графических интерфейсов, в том числе RStudio, JGR, RKWard, SciViews-R, Statistical Lab, R Commander, Rattle, а также программный пакет Shiny.
Кроме того, в ряде текстовых и кодовых редакторов предусмотренные специальные режимы для работы с R, в частности в ConTEXT, Emacs (Emacs Speaks Statistics), jEdit, Kate, Notepad++, Syn, TextMate, Tinn-R, Vim, Bluefish, WinEdt (с пакетом RWinEdt), Gedit (с пакетом rgedit/gedit-r-plugin). Для среды разработки Eclipse существует специализированный R-плагин; доступ к функциям и среде выполнения R возможен из Python с использованием пакета RPy; работать с R можно из эконометрического пакета Gretl.

## Коммерциализация
Компания Revolution Analytics, основанная в 2007 году и поглощённая Microsoft в 2015 году, целиком свой бизнес основывала на коммерциализации языка программирования R, в её коммерческом пакете Revolution R примечательны такие компоненты (не распространяемые со свободной версией языка), как ParallelR (поддержка многопоточности среды выполнения), R Productivity Environment (интегрированная среда разработки), RevoScaleR (поддержка массово-параллельной обработки в рамках концепции «больших данных»), RevoDeployR, библиотеки по интеграции с веб-службами, поддержка форматов статистических пакетов корпорации SAS Institute.
В октябре 2011 года корпорация Oracle выпустила аппаратно-программный комплекс Big Data Appliance — NoSQL-кластер серверов массово-параллельной обработки, с интегрированным программными средствами на основе языка R и Apache Hadoop, а в феврале 2012 года язык встроен в Oracle Database. В 2011 году массово-параллельный анализ средствами R реализован в аппаратно-программных комплексах Netezza корпорации IBM; позднее язык поддержан в аппаратно-программном комплексе SAP Hana.
Также язык R поддерживают коммерческие программные среды Tibco Spotfire, SPSS (начиная с версии 16.0), Statistica (начиная с версии 9.0), Platform Symphony, Power BI, SAS, Tableau.

## CRAN
R и дополнительные пакеты распространяются через CRAN (акроним Comprehensive R Archive Network). По состоянию на конец 2010-х годов в мире доступны более 60 зеркал CRAN, головной узел расположен в Вене (Австрия).

## Информационный бюллетень R
Два-три раза в год выходит свободно распространяемый информационный журнал R Journal, включающий статьи о статистической обработке данных и разработке, нацеленный как на пользователей языка, так и разработчиков R. С января 2001 года по октябрь 2008 года он выходил в качестве бюллетеня R News.

## Конференции
Одна из самых популярных конференций, посвящённых языку — useR! (The R User Conference), проходит ежегодно, начиная с 2004 года, собирает специалистов в различных областях.
Начиная с 2009 года каждой весной в Чикаго проводится конференция, посвящённая применению R в финансах (R/Finance: Applied Finance with R). В 2013 году прошла первая конференция, посвящённая применению R в страховании (R in Insurance).